# Ina Kümmel
Ina Kümmel (* 30. August 1967) ist eine ehemalige deutsche Skilangläuferin.

## Werdegang
Kümmel, die für den SC Traktor Oberwiesenthal und den Oberwiesenthaler SV startete, trat international erstmals im März 1989 bei der Winter-Universiade in Witoscha in Erscheinung. Dort gewann sie die Goldmedaille über 5 km klassisch. Einen Monat zuvor wurde sie bei den DDR-Skimeisterschaften 1989 in Oberwiesenthal Zweite mit der Staffel von SC Traktor Oberwiesenthal. In der Saison 1989/90 holte sie in Sollefteå mit dem zehnten Platz über 30 km Freistil ihre ersten Weltcuppunkte und belegte damit den 31. Platz im Gesamtweltcup. In der folgenden Saison kam sie fünfmal in die Punkteränge und erreichte mit dem 24. Platz im Gesamtweltcup ihr bestes Gesamtergebnis. Ihre besten Platzierungen, beim Saisonhöhepunkt, den nordischen Skiweltmeisterschaften 1991 im Val di Fiemme, waren der neunte Platz über 30 km Freistil und der fünfte Rang mit der Staffel. Dieser neunte Platz war zugleich ihr bestes Einzelergebnis im Weltcup. Im folgenden Jahr belegte sie in Albertville bei ihrer einzigen Olympiateilnahme den 46. Platz über 30 km Freistil und zusammen mit Heike Wezel, Gabriele Heß und Simone Opitz den achten Rang in der Staffel. Im selben Jahr wurde sie in Oberhof erstmals deutsche Meisterin über 30 km Freistil. Zudem wurde sie dort Dritter mit der Staffel von Oberwiesenthaler SV und Zweite mit der Verbandsstaffel. 
In den folgenden Jahren belegte Kümmel im Weltcup meist Platzierungen außerhalb der Punkteränge. In der Saison 1993/94 nahm sie am Skilanglauf-Continental-Cup teil und errang in Kandersteg mit dem zweiten Platz über 5 km klassisch ihre einzige Podestplatzierung in dieser Rennserie. Bei den deutschen Meisterschaften 1993 in Oberwiesenthal holte sie Bronze über 30 km Freistil und jeweils Silber mit der Vereinsstaffel und der Verbandsstaffel und bei den deutschen Meisterschaften 1994 in Oberstdorf Bronze mit der Verbandsstaffel, Silber mit der Vereinsstaffel und Gold über 15 km Freistil. In der Saison 1994/95 kam sie siebenmal in die Punkteränge und erreichte damit den 33. Platz im Gesamtweltcup. Ihre besten Ergebnisse bei den nordischen Skiweltmeisterschaften 1995 in Thunder Bay waren der 18. Platz über 30 km Freistil und der fünfte Rang mit der Staffel. Bei den deutschen Meisterschaften 1995 in Schonach siegte sie wie im Vorjahr über 15 km, diesmal in der klassischen Technik, und errang mit der Vereinsstaffel den zweiten Platz. Im folgenden Jahr gewann sie in Oberhof mit dem zweiten Platz der Vereinsstaffel letztmals eine Medaille bei deutschen Meisterschaften. Ihr letztes Weltcuprennen absolvierte sie im Dezember 1996 in Oberstdorf, welches sie auf dem 46. Platz über 10 km klassisch beendete.

## Erfolge

### Teilnahmen an Weltmeisterschaften und Olympischen Winterspielen

#### Olympische Spiele
- 1992 Albertville: 8. Platz Staffel, 46. Platz 30 km Freistil

#### Nordische Skiweltmeisterschaften
- 1991 Val di Fiemme: 5. Platz Staffel, 9. Platz 30 km Freistil, 13. Platz 10 km Freistil, 24. Platz 15 km klassisch
- 1995 Thunder Bay: 5. Platz Staffel, 18. Platz 30 km Freistil, 22. Platz 10 km Verfolgung, 24. Platz 15 km klassisch, 45. Platz 5 km klassisch

### Weltcup-Gesamtplatzierungen
| Saison  | Platz | Punkte |
| ------- | ----- | ------ |
| 1989/90 | 31.   | 6      |
| 1990/91 | 24.   | 14     |
| 1992/93 | 63.   | 5      |
| 1994/95 | 33.   | 69     |